# 粉花软骨边越桔
粉花软骨边越桔（学名：Vaccinium gaultheriifolium var. glaucorubrum）为杜鹃花科越桔属下的一个变种。

## 扩展阅读
- 維基物種上的相關：粉花软骨边越桔